# Муравьёва, Валентина Ивановна
Валентина Ивановна Муравьёва — советский хозяйственный и политический деятель.

## Биография
Родилась в 1938 году. Член КПСС с 1970 года.
Образование среднее.
В 1959—1991 гг. — ткачиха Таллинского хлопчатобумажного комбината «Балтийская мануфактура» Министерства легкой промышленности Эстонской ССР.
Избиралась депутатом Верховного Совета СССР 11-го созыва. Делегат XXVII съезда КПСС.
Жила в Таллине.

## Награды
- Орден Ленина
- Орден Трудового Красного Знамени